# New Melle
New Melle è un comune degli Stati Uniti d'America, situato nello Stato del Missouri, nella contea di Saint Charles.